# Fire of Love
Az 1981-es Fire of Love a The Gun Club debütáló nagylemeze. Úttörő munkának tartják, mivel sikeresen ötvözte a punk rockot a hagyományos amerikai zenével. Szerepel az 1001 lemez, amit hallanod kell, mielőtt meghalsz című könyvben.

## Az album dalai
| 1. | Sex Beat                | Jeffrey Lee Pierce                  | 2:47 |
| 2. | Preaching the Blues     | Robert Johnson; hangszerelte Pierce | 4:01 |
| 3. | Promise Me              | Pierce                              | 2:37 |
| 4. | She's Like Heroin to Me | Pierce                              | 2:36 |
| 5. | For the Love of Ivy     | Pierce, Kid Congo Powers            | 5:36 |
| 6. | Fire Spirit             | Pierce                              | 2:52 |

| 1. | Ghost on the Highway | Pierce                                            | 2:46 |
| 2. | Jack on Fire         | Pierce                                            | 4:45 |
| 3. | Black Train          | Pierce                                            | 2:12 |
| 4. | Cool Drink of Water  | Tommy Johnson, tradicionális; hangszerelte Pierce | 6:18 |
| 5. | Goodbye Johnny       | Pierce                                            | 3:46 |

## Közreműködők
- Jeffrey Lee Pierce – ének, slide gitár, háttérvokál a Jack on Fire-ön
- Ward Dotson – gitár, slide gitár, háttérvokál a Jack on Fire-ön
- Rob Ritter – basszusgitár
- Terry Graham – dob
- Tito Larriva – producer, hegedű a Promise Me-n
- Chris D. – producer, háttérvokál a Jack on Fire-ön
- Lois Graham – háttérvokál a Jack on Fire-ön
- Pat Burnette – hangmérnök
- Noah Shark – hangmérnök

## Fordítás
Ez a szócikk részben vagy egészben a Fire of Love című angol Wikipédia-szócikk ezen változatának fordításán alapul.  Az eredeti cikk szerkesztőit annak laptörténete sorolja fel. Ez a jelzés csupán a megfogalmazás eredetét és a szerzői jogokat jelzi, nem szolgál a cikkben szereplő információk forrásmegjelöléseként.